# Lääz Rockit
Laaz Rockit is een thrashmetal-band uit San Francisco, geformeerd in 1982. De keuze van deze bandnaam werd beïnvloed door de laatste scène van de film The Enforcer (1976) met Clint Eastwood.
Van 1990 tot 2005 was de band uit elkaar. Een aantal bandleden bracht één album uit onder de bandnaam Gack.

## Bandleden
Laatst bekende lineup
- Michael Coons (zang)
- Aaron Jellum (gitaar)
- Phil Kettner (gitaar)
- Willy Lange (basgitaar) (overleden 23 oktober 2018)
- Sky Harris (drums)

Ex-leden
- Scott Sargeant (gitaar)
- Jon Torres (basgitaar)
- Ken Savich (gitaar)
- Dave Starr (basgitaar)
- Sven Soderlund (gitaar)
- Craig Behrhorst (gitaar)
- Dave Chavarri (drums)
- Scott Dominguez (basgitaar)
- Victor Agnello (drums)

## Discografie
Demo's
- 1983 - Prelude To Death
- 1983 - Rock Forever

Albums
- 1984 - City's Gonna Burn
- 1985 - No Stranger To Danger
- 1987 - Know Your Enemy
- 1989 - Annihilation Principle
- 1991 - Nothing'$ $acred
- 2008 - Left For Dead

Livealbums
- 1992 - Taste Of Rebellion

Singles
- 1989 - Holiday In Cambodia
- 1989 - The Omen
- 1989 - Leatherface

VHS:
- 1988 - European Meltdown
- 1992 - Taste Of Rebellion: Live In Citta

Dvd
- 2006 - Live Untold